# Jack Monk
Jack Monk (1904-1976) est un auteur de bande dessinée britannique. Spécialisé dans les récits réalistes, il est surtout connu pour avoir créé en compagnie du scénariste Don Freeman le comic strip d'aventure Buck Ryan, publié dans le Daily Mirror de 1937 à 1962. Il a ensuite travaillé pour la presse jeunesse hebdomadaire.